# Выборы в Верховный Совет РСФСР (1971)
Безальтернативные выборы в Верховный Совет РСФСР VIII-го созыва прошли 13 июня 1971 года.

## Ход выборов
Выборы в VIII-й созыв ВС РСФСР проходили согласно Положению о выборах в Верховный Совет РСФСР, утвержденного указом президиума Верховного совета РСФСР от 11 декабря 1950 года.

## Итог
| Состав VIII-го созыва ВС РСФСР | Состав VIII-го созыва ВС РСФСР | Состав VIII-го созыва ВС РСФСР | Состав VIII-го созыва ВС РСФСР | Состав VIII-го созыва ВС РСФСР |
| Партия                         | Голосов                        | %                              | Мест                           | Изменение                      |
| ------------------------------ | ------------------------------ | ------------------------------ | ------------------------------ | ------------------------------ |
| КПСС                           | N/A                            | N/A                            | 894                            | ▲11, 0%                        |
| Беспартийные                   | N/A                            | N/A                            | 0                              | ▬ без изменений                |
| Прочие партии                  | N/A                            | N/A                            | 0                              | ▬ без изменений                |
| Общий результат                | N/A                            | 100                            | 894                            | ▬ без изменений                |